# Amomum hedyosmum
Amomum hedyosmum är en enhjärtbladig växtart som beskrevs av Ian Mark Turner. Amomum hedyosmum ingår i släktet Amomum och familjen Zingiberaceae.
Artens utbredningsområde är Filippinerna. Inga underarter finns listade i Catalogue of Life.